# Dicyphus annulatus
Dicyphus annulatus ist eine Wanzenart aus der Familie der Weichwanzen (Miridae).

## Merkmale
Die Wanzen werden 2,8 bis 3,6 Millimeter lang. Arten der Gattung Dicyphus sind in der Regel anhand äußerer Merkmale schwer zu bestimmen, die Färbung kann aber dennoch dabei behilflich sein. Die Sporne an den Beinen von Dicyphus annulatus entspringen aus schwarzen Punkten. Die Fühler sind komplett schwarz und besitzen am ersten und zweiten Glied weiße Ringe. Der schwarze Kopf ist charakteristisch weiß gefleckt. Die Art kann anhand der Länge des dritten Fühlergliedes, das kürzer als der Kopf auf Höhe der Facettenaugen breit ist und anhand der Sporne an den Schienen (Tibien), die ungefähr so lang sind wie die Schienen breit, bestimmt werden. Dicyphus globulifer ist sehr ähnlich. Die adulten Wanzen sind immer voll geflügelt (makropter). Die Nymphen sind grünlich gefärbt.

## Vorkommen und Lebensraum
Die Art ist vor allem im Mittelmeerraum und Nordafrika verbreitet und kommt östlich über Kleinasien bis zum Kaukasus vor. Nördlich erstreckt sich das Verbreitungsgebiet aber auch nach West- und Mitteleuropa. Sie kommt auch auf den Britischen Inseln vor. In Deutschland ist sie besonders im Süden verbreitet und tritt nördlich bis an den Nordrand der Mittelgebirge auf. Sie ist nicht selten und kann lokal auch häufig sein. Im nördlicheren Tiefland ist sie nur mehr vereinzelt nachgewiesen und selten. Aus Österreich sind nur wenige, ältere Nachweise bekannt.
Die Art besiedelt trockene, warme, offene Lebensräume auf Sand- und Kalkböden, wo ihre Wirtspflanzen wachsen.

## Lebensweise
Die Wanzen leben an Hauhecheln (Ononis), insbesondere an Dorniger Hauhechel (Ononis spinosa) und Kriechender Hauhechel (Ononis repens). Sie ernähren sich vermutlich zoophytophag. Die Überwinterung erfolgt als Imago in der trockenen Streu unterhalb der Wirtspflanzen aus abgestorbenen Blättern von diesen. Erst nach der Überwinterung, im Frühsommer, legen die Weibchen ihre Eier ab. Die Nymphen kann man von Juni bis August gleichzeitig mit den adulten Wanzen der alten Generation beobachten, die adulten der neuen Generation treten ab August auf.

## Belege